# Peplomero

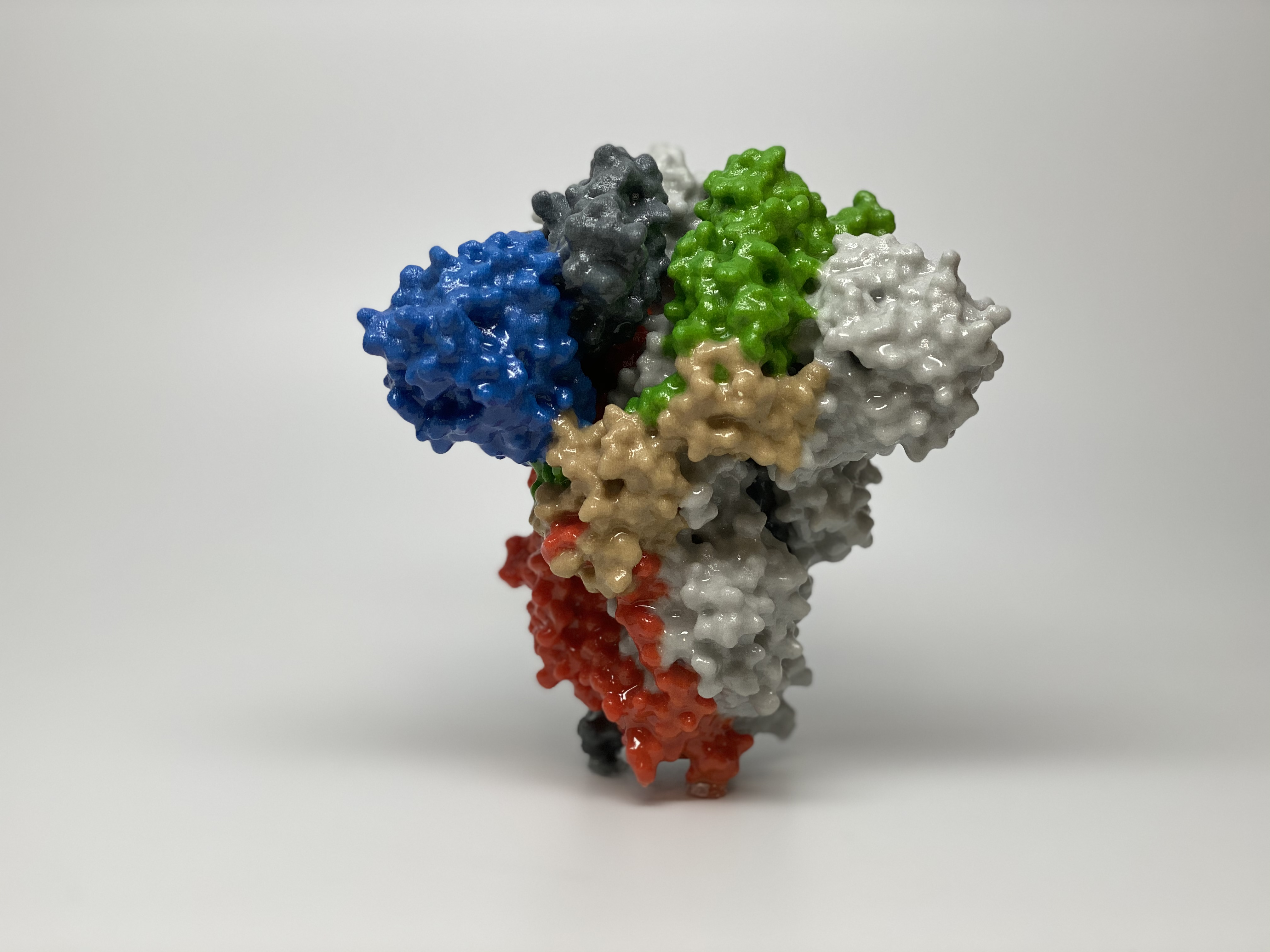
Modello tridimensionale di un peplomero del SARS-CoV-2

Il peplomero, o spinula (in inglese spike), è una struttura glicoproteica presente come protuberanza all'esterno del pericapside, il doppio strato lipidico che costituisce l'involucro di alcuni virus. 
Tali protuberanze si legano ad alcuni recettori della cellula ospite e sono essenziali sia per la specificità dell'ospite sia per l'infettività virale. 
Il riconoscimento di tali strutture come antigeni da parte del sistema immunitario è in grado di indurre una risposta immune neutralizzante.

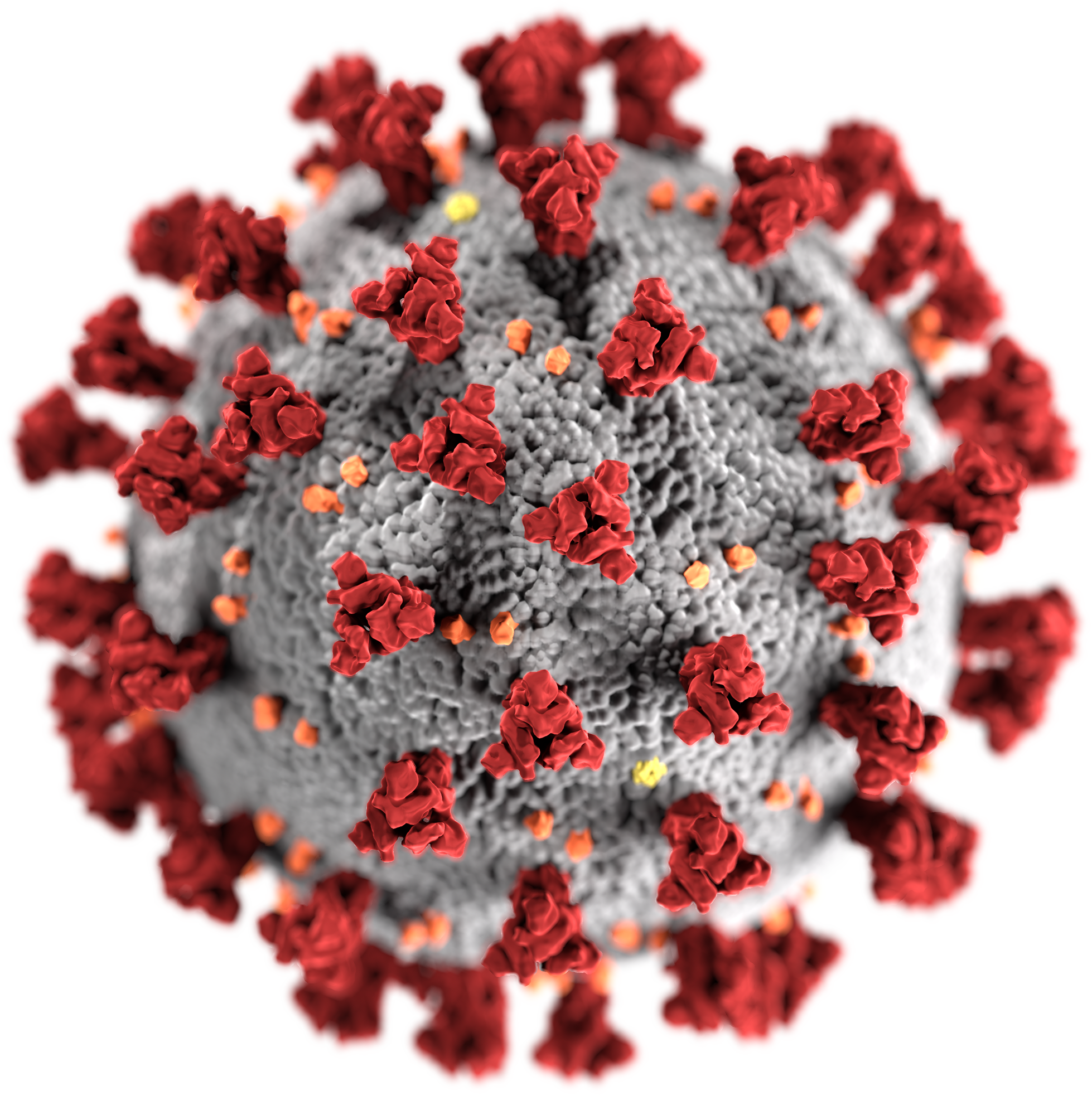
I peplomeri (in rosso e arancione) che costituiscono le protuberanze del coronavirus SARS-CoV-2

I coronavirus (virus a RNA a singolo filamento positivo) devono il proprio nome proprio a queste strutture superficiali intorno al virione che, nelle immagini scattate con il microscopio elettronico, danno un'immagine simile a quella di un alone o corona in latino. 
I Paramyxovirus, così come i virus influenzali, hanno due tipi di peplomeri: la emoagglutinina, dalla forma triangolare a punta, e la neuraminidasi, avente forma di fungo.
Basandosi sull'utilizzo del virus SARS-CoV-2 del peplomero per attaccarsi alla membrana di una cellula ospite ed iniziare il processo infettivo, i primi vaccini sviluppati sono stati creati per indurre una risposta immunitaria specifica proprio contro queste specifiche spinule virali.
Alcuni effetti citopatici, come i sincizi, possono essere ricondotti alla presenza di peplomeri (come nei retrovirus); infatti, il legame recettore-antirecettore (primo step nel meccanismo di penetrazione di questi tipi di virus, che permette di fondere il proprio envelope con la membrana plasmatica per il rilascio del virione) viene impiantato successivamente tra le cellule infette e quelle adiacenti e permette di osservare, al microscopio, "catenelle circolari" utili alla diagnosi eziologica. In pratica, questi virus operano in modo che le cellule infette esprimano sulla loro membrana plasmatica proteine di fusione (antirecettori), le stesse che sono presenti anche sul loro envelope, portando alla formazione di ammassi polinucleati connessi tra loro che fungono da "corridoi interni" per i virioni dopo il riassemblaggio. Questo meccanismo consente al virus di non essere esposto all'ambiente extracellulare e di sfuggire al sistema immunitario.
I peplomeri o "spikes" (da non confondere con i capsomeri) possono essere rilevati anche sulla superficie di virus "nudi" (ossia privi di envelope), siano essi a simmetria icosaedrica o elicoidale. Tuttavia, in quel caso, più che di peplomeri nel senso stretto del termine, si tratta di protuberanze da parte delle subunità formanti i capsomeri spesso in grado di sollecitare una risposta antigenica e spesso coinvolte in modo analogo nei legami recettoriali, e non di strutture glicoproteiche come quelle presenti in strutture membranose.

## Biosensore
Nel 2025 è stato sviluppato un biosensore in biosensore capace di rilevare nei fluidi biologici quantità minime di proteina virale con una sensibilità fino a livelli sub-nanomolari. Si basa su una sequenza di proteine specificamente ingegnerizzata, che può essere modificata per adattare il biosensore alla rilevazione di altri tipi di virus.
Altri gruppi di ricerca si sono occupati di un  dispositivo simile in passato.